# Europese kampioenschappen indooratletiek 2025 – Hink-stap-springen vrouwen
Het Hink-stap-springen voor vrouwen op de Europese indoorkampioenschappen van 2025 vond de kwalificatie plaats op 6 maart en op 7 maart 2025 de finale en het werd gehouden op de shorttrackbaan van Omnisport in Apeldoorn in Nederland. Het was de zesendertigste keer dat dit onderdeel op het programma stond.
Het hink-stap-springen voor vrouwen werd gewonnen door de Spaanse Ana Peleteiro-Compaoré door 14,37 te springen dat de nieuwe Europeseleiding betekende. Na 2019 lukte het Peleteiro-Compaoré om Europees kampioen indoor te worden, want ze was in 2024 al Europees kampioen geworden. Het zilver ging naar de Roemeense Diana Ana Maria Ion in 14,31 dat een persoonlijkrecord betekende. Het brons ging naar de Finse Senni Salminen 13,99.

## Records
Voorafgaand aan het toernooi waren dit het Wereldrecord, Europees record, Kampioenschapsrecord en de Wereld-, Europese leiding.
| Wereldrecord         | Yulimar Rojas           | 15,74 | Belgrado  | 20 maart 2022    |
| Europees record      | Tatjana Lebedeva        | 15,36 | Boedapest | 6 maart 2004     |
| Kampioenschapsrecord | Ashia Hansen            | 15,16 | Valencia  | 28 februari 1998 |
| WL                   | Leyanis Pérez Hernández | 14,62 | Liévin    | 13 februari 2025 |
| EL                   | Ana Peleteiro-Compaoré  | 14,33 | Madrid    | 22 februari 2025 |

## Resultaten[1]

### Kwalificatieronde
Kwalificatieregels: behalen van de kwalificatiestandaard van 14,00 (Q), of deel uitmaken van de 8 best presterende atleten (q).
| Rang | Naam                   | Land      | 1     | 2     | 3     | Resultaat | Bijz. |
| ---- | ---------------------- | --------- | ----- | ----- | ----- | --------- | ----- |
| 1    | Ana Peleteiro-Compaoré | Spanje    | 13,92 | 14,14 |       | 14,14     | Q     |
| 2    | Tuğba Danışmaz         | Turkije   | x     | 14110 |       | 14,10     | Q, SB |
| 3    | Senni Salminen         | Finland   | 14,02 |       |       | 14,02     | Q     |
| 4    | Neja Filipič           | Slovenië  | x     | x     | 13,95 | 13,95     | q     |
| 5    | Ilionis Guillaume      | Frankrijk | 13,93 | 13,58 | x     | 13,93     | q     |
| 6    | Gabriela Petrova       | Bulgarije | 13,90 | x     | r     | 13,90     | q, SB |
| 7    | Diana Ana Maria Ion    | Roemenië  | 13,64 | 13,88 | 13,85 | 13,88     | q     |
| 8    | Dovilė Kilty           | Litouwen  | 13,65 | 13,86 | x     | 13,86     | q, SB |
| 9    | Maja Åskag             | Zweden    | 13,76 | 13,74 | x     | 13,76     |       |
| 10   | Kira Wittmann          | Duitsland | 13,34 | 13,57 | 13,63 | 13,63     |       |
| 11   | Mariia Siney           | Oekraïne  | x     | 12,90 | 13,56 | 13,56     |       |
| 12   | Aina Grikšaitė         | Litouwen  | 13,45 | 13,52 | 13,52 | 13,52     |       |
| 13   | Jessie Maduka          | Litouwen  | 13,44 | 13,50 | 13,36 | 13,50     |       |
| 14   | Diana Zagainova        | Litouwen  | x     | 13,13 | 13,42 | 13,42     |       |
| 15   | Olha Korsun            | Oekraïne  | 13,03 | x     | 13,39 | 13,39     |       |
| 16   | Linda Suchá            | Tsjechië  | x     | 13,36 | x     | 13,36     |       |
| 17   | Anna Krasutska         | Oekraïne  | 13,19 | 13,11 | x     | 13,19     |       |
|      | Elena Andreea Taloș    | Roemenië  | x     | r     |       | NM        |       |

### Finale
| Rang   | Atleet                 | Land      | 1     | 2     | 3     | 4     | 5     | 6     | Resultaat | Bijz. |
| ------ | ---------------------- | --------- | ----- | ----- | ----- | ----- | ----- | ----- | --------- | ----- |
| Goud   | Ana Peleteiro-Compaoré | Spanje    | x     | 14,20 | 13,96 | –     | 14,37 | x     | 14,37     | EL    |
| Zilver | Diana Ana Maria Ion    | Roemenië  | 13,82 | 13,99 | 13,76 | 13,69 | 13,98 | 14,31 | 14,31     | PB    |
| Brons  | Senni Salminen         | Finland   | x     | 13,64 | x     | x     | x     | 13,99 | 13,99     |       |
| 4      | Dovilė Kilty           | Litouwen  | x     | 13,65 | x     | 13,80 | x     | 13,60 | 13,80     |       |
| 5      | Tuğba Danışmaz         | Turkije   | 13,79 | x     | x     | x     | x     | x     | 13,79     |       |
| 6      | Ilionis Guillaume      | Frankrijk | 13,54 | x     | 13,52 | x     | 13,43 | 13,53 | 13,54     |       |
| 7      | Gabriela Petrova       | Bulgarije | x     | x     | x     | 13,51 | 13,32 | x     | 13,51     |       |
| 8      | Neja Filipič           | Slovenië  | x     | x     | x     | x     | 13,39 | x     | 13,39     |       |

o geldige poging | x ongeldige poging | - poging overgeslagen | NM Geen geldig resultaat | WR Wereldrecord | CR Kampioenschapsrecord | AR Continentaal record | NR Nationaalrecord | WL Wereldleiding | EL Europese leiding | SB Beste seizoenprestatie | =SB Evenaring beste seizoenprestatie | PB Persoonlijk record | =PB Evenaring persoonlijk record